# Добре, Алекс
Михай Александру Добре (рум. Mihai Alexandru Dobre; род. 30 августа 1998, Бухарест) — румынский футболист, полузащитник клуба «Фамаликан» и сборной Румынии.

## Клубная карьера
Молодёжную карьеру начинал футбольной академии Георге Хаджи. В августе 2016 года перешёл в структуру английского клуба «Борнмут» .
30 августа 2017 был отдан в аренду в клуб «Бери» до 1 января 2018 года. Дебют в английской футбольной лиге состоялся 9 сентября в гостевой игре против «Ротерем Юнайтед», заменив на 55-й минуте Джордана Уильямса. 18 января 2018 года до конца сезона был арендован командой «Рочдейл». 11 сентября следующего года на правах аренды присоединился к клубу «Йовил Таун» до конца сезона 2018/19.
4 января 2020 года сыграл первый и единственный матч за «Борнмут» в матче Кубка Англии против «Лутон Таун» (4:0). 31 января был отдан в аренду в «Уиган Атлетик» до конца сезона. За "латикс" румынский полузащитник принял участие в одной игре против «Халл Сити» (8:0).
12 августа 2020 года за 900 000 £ присоединился к французскому клубу «Дижон».
8 января 2023 года, на правах аренды, присоединился к португальскому клубу «Фамаликан». 31 июля за 600000 евро стал полноправным игроком клуба, подписав двухлетний контракт.

## Международная карьера
Был включён в состав олимпийской сборной Румынии на летние Олимпийские игры 2020 года в Токио, где Добре сыграл во всех матчах групповой стадии.

## Клубная статистика
| Клуб                   | Сезон      | Лига         | Лига  | Лига | Кубок | Кубок | Кубок лиги | Кубок лиги | Другое | Другое | Итог  | Итог |
| Клуб                   | Сезон      | Дивизион     | Матчи | Голы | Матчи | Голы  | Матчи      | Голы       | Матчи  | Голы   | Матчи | Голы |
| ---------------------- | ---------- | ------------ | ----- | ---- | ----- | ----- | ---------- | ---------- | ------ | ------ | ----- | ---- |
| Борнмут                | 2017/18    | Премьер-лига | 0     | 0    | 0     | 0     | 0          | 0          | —      | —      | 0     | 0    |
| Борнмут                | 2018/19    | Премьер-лига | 0     | 0    | —     | —     | 0          | 0          | —      | —      | 0     | 0    |
| Борнмут                | 2019/20    | Премьер-лига | 0     | 0    | 1     | 0     | 0          | 0          | —      | —      | 1     | 0    |
| Борнмут                | Итог       | Итог         | 0     | 0    | 1     | 0     | 0          | 0          | —      | —      | 1     | 0    |
| Бери (аренда)          | 2017/18    | Лига 1       | 10    | 0    | 1     | 0     | 0          | 0          | 1      | 0      | 12    | 0    |
| Рочдейл (аренда)       | 2017/18    | Лига 1       | 5     | 1    | —     | —     | —          | —          | —      | —      | 5     | 1    |
| Йовил Таун (аренда)    | 2018/19    | Лига 2       | 21    | 1    | —     | —     | —          | —          | —      | —      | 21    | 1    |
| Уиган Атлетик (аренда) | 2019/20    | Чемпионшип   | 1     | 0    | —     | —     | —          | —          | —      | —      | 1     | 0    |
| Дижон                  | 2020/21    | Лига 1       | 20    | 0    | 1     | 0     | —          | —          | —      | —      | 21    | 0    |
| Дижон Б                | 2020/21    | Насьональ 3  | 3     | 0    | —     | —     | —          | —          | —      | —      | 3     | 0    |
| Общий итог             | Общий итог | Общий итог   | 60    | 2    | 3     | 0     | 0          | 0          | 1      | 0      | 64    | 2    |

1. ↑  матч в Трофее Английской футбольной лиги